# Кришталеві джерела
«Кришталеві джерела» — міжнародний дитячий, молодіжний фестиваль аудіовізуальних мистецтв (кіно, телебачення, радіомовлення, фото). У рамках фестивалю проводяться конкурси дитячої і молодіжної творчості, а також творчості студентів і професійних митців, адресованої дітям.

## Засновники та організатори
Засновниками фестивалю «Кришталеві джерела» Національна рада України з питань телебачення і радіомовлення, Міністерство освіти і науки, молоді та спорту України, Міністерство культури і туризму України, Національна спілка кінематографістів України, Національна спілка фотохудожників України, Асоціація діячів кіноосвіти України.
Заходи фестивалю допомагає організовувати й проводити Фонд розвитку аудіовізуальних мистецтв «Кришталеві джерела».
Оргкомітет фестивалю в різний час очолювали кінорежисер Ілля Фоменко, директор Українського державного центру науково-технічної творчості молоді Володимир Калита, журналіст і письменник, народний депутат України в парламенті 2, 3, 4 скликань Віталій Шевченко (2008—2011), член Національної ради України з питань телебачення і радіомовлення Оксана Єлманова (з 2011).

## Історія
1991 рік. 22 травня спільним рішенням колегій Міністерства народної освіти і Міністерства культури, секретаріату Спілки кінематографістів України, ЦК ЛКСМ України, правління Товариства друзів кіно УРСР і Держтелерадіо УРСР започатковано Український відкритий фестиваль дитячого та юнацького кіно, що відбувся з 20 до 26 серпня 1991 року в м. Кролевці Сумської області.
1992 рік. 2-й Фестиваль знову пройшов на Сумщині як конкурс юних кіномитців. За браком коштів перегляд конкурсних фільмів було вирішено провести в піонертаборі «Молода гвардія» (Одеса) під час фестивалю «Таланти твої, Україно!» 28 вересня — 1 жовтня.
1993—1994 роки. «Кришталеві джерела» утверджуються як форум талантів юних кіномитців. 3-й та 4-й фестивалі, як і попередні, приймають Суми. Формується постійний актив організаторів, «кістяком» якого стають Ілля Фоменко, Галина Полікарпова, Володимир Калита та ін.
1995 рік. Фестиваль проводився вп'яте. Отримав назву "Український відкритий фестиваль дитячого, юнацького та молодіжного кіно «Кришталеві джерела». Відповідно до положення про Фестиваль, з цього року по 2007 р. було запроваджено посаду президента Фестивалю, яку обійняла відомий кінознавець  Оксана Мусієнко.
1996 рік. «Кришталеві джерела-VI» знову проводилися в Сумах. Організацією фінальних заходів керував директор Українського державного центру науково-технічної творчості молоді В. Калита. До Фестивалю долучилася культпросвітній працівник Олена Зеленська (надалі незмінний головний режисер «Кришталевих джерел») та народний депутат України В. Шевченко (майбутній голова Національної ради України з питань телебачення і радіомовлення).
1997 рік. До складу організаторів 7-го Фестивалю долучилася Національна рада України з питань телебачення і радіомовлення. Створено два професійні журі, одне з яких оцінювало подані на фестиваль кіно-, телефільми, а інше — телепрограми.
1998—2001 роки. «Кришталеві джерела» № 8, 9, 10, 11 (вони офіційно називалися Українським відкритим фестивалем дитячого, молодіжного кіно та телебачення) переживають тяжкий час, спричинений економічною кризою. Але нестатки, дефіцит бюджетного фінансування не стають завадою для проведення конкурсів та заходів професійного становлення талановитої молоді. Навпаки, Фестиваль стає дедалі популярнішим, кількість учасників збільшується. До складу організаторів долучилася Спілка фотохудожників України (1999 р.).
2002 рік. Фестиваль-12 поповнився конкурсом радіопередач і перемістився до Києва: 14-17 жовтня його було проведено в майже не опалюваних приміщеннях столичного Національного еколого-натуралістичного центру учнівської молоді, а завершальні заходи — в Будинку кіно.
2003 рік. «Кришталеві джерела-XIII» проходили у двох регіонах: 25-30 червня — в Євпаторії (під час святкування 2500-річчя цього одного з найдавніших міст світу), а 22-24 серпня — у Шостці Сумської області (фотовернісаж).
2004 рік. Фінальні заходи 14-го Фестивалю вперше пройшли в селищі Штормовому Сакського району Криму 28 липня — 5 серпня. Через кілька днів у Шостці збиралися юні фотохудожники. Заходи Фестивалю забезпечував актив, що формувався в останні роки: Олесь Гоян, Микола Гриценко, Олена Зеленська, Микола Кокшайкін, Олексій Колесник, Валентина Костильова, Олена Куценко, Алла Мігай, Оксана Мусієнко, Валентина Слободян, Андрій Стефанович, Сергій Файфура, Микола Філатов, Ілля Фоменко, Віталій Шевченко, Оксана Шевченко, Євген Шишков та ін.
2005 рік. Кінопрограму та фотовернісаж 15-го Фестивалю проведено з 13 до 19 серпня у м. Сумах. Конкурс теле- та радіоробіт відбувся 7-12 грудня в с. Поляна Свалявського р-ну Закарпатської області.
2006 рік. Завершальні заходи «Кришталевих джерел-XVI» знову проходили в Криму, на базі відпочинку «Сатера» поблизу Алушти, — вперше на початку вересня, коли вщухає курортна метушня.
2007 рік. Фінал «КД-XVII» — у Штормовому. Ухвалено рішення щодо зміни формату та назви Фестивалю. Вперше проводився повноцінний конкурс фоторобіт. Відтепер «Кришталеві джерела» стали Міжнародним дитячим, молодіжним фестивалем аудіовізуальних мистецтв, хоч офіційно цю назву  засновники затвердили через два роки, разом з новими засновницькими документами.
2008 рік. 18-й Фестиваль «Кришталеві джерела» відбувався в Сумах (відбірковий етап) з 9 по 14 серпня та в Штормовому з 2 по 9 вересня. Оргкомітет Фестивалю на кілька подальших років, які виявилися найважчими (оскільки припинилося бюджетне фінансування), очолив Віталій Шевченко. Йому вдавалося самотужки знаходити гроші на літнє оздоровлення учасників Фестивалю та оплачувати власними і спонсорськими коштами всі фестивальні заходи.
2009 рік. Фінал 19-го Фестивалю знову проходив у Штормовому, з 2 по 8 вересня. Невдовзі після завершення Фестивалю вперше було видано масовим накладом фотоальбом про історію «Кришталевих джерел» із зазначенням переможців фестивальних конкурсів за всі роки. Спонсори останніх років: ГО «Вся Україна», Центр громадських ініціатив «Інформаційне суспільство», фірми «Оболонь» та «Воля». Когорта друзів-опікунів Фестивалю поповнилася Світланою Блакіс, Василем Довжиком, Юрієм Єлисовенком, Людмилою Опанасенко, Юрієм Пересуньком, Оленою Ракіною.
2010 рік. Селище Штормове з 2 по 10 вересня зібрало рекордну за останні роки кількість учасників — 177. Крім основної програми ювілейного, 20-го Фестивалю, «джерелята» провели екологічну акцію з очищення селища та морського узбережжя від сміття; разом з місцевими учнями організували перший шкільний фестиваль народів Криму. У заходах Фестивалю вперше взяли участь відома поетеса Ганна Чубач, письменниця Світлана Короненко, керівник парламентського комітету з питань свободи слова та інформації А.Шевченко. Завершення Фестивалю 2010 року фактично збіглося із заснуванням Фонду «Кришталеві джерела», а невдовзі з'явився і сайт Фестивалю.
2011 рік. Завершальні заходи «Кришталевих джерел» провели в Сумах — з 17 по 23 серпня, на базі Української академії банківської справи. Так було вшановано Сумщину — батьківщину Фестивалю в рік його 20-річчя. Замість 21-х за черговістю «Кришталевих джерел» цьогорічний Фестиваль було вирішено називати знову 20-м (отже, він став своєрідним другим етапом «КД-XX», що пройшли у вересні 2010 р. в Штормовому).
В грудні 2010 року Фонд розвитку аудіовізуальних мистецтв «Кришталеві джерела» заснував Гранд-клуб «Кришталеві джерела». Його почесними членами стають учасники, які досягли найвищих творчих досягнень за всю історію Фестивалю. На початку 2012 року почесними членами Гранд-клубу були:
- Дніпропетровський обласний дитячо-юнацький кіноцентр «Веснянка», м. Дніпропетровськ (№ 1, 1998 р.).
- Кіностудія «Мальви», с. Легедзине Черкаської обл. (№ 2, 1999 р.).
- Кіностудія «Тотем», м. Херсон (№ 3, 2000 р.)
- Дитяча анімаційна кіностудія «Соняшник», м. Дніпропетровськ (№ 4, 2001 р.).
- Дитяча кіностудія «Фокус», м. Тульчин Вінницької обл. (№ 5, 2002 р.).
- Дитяча відеостудія «Перший крок», м. Євпаторія Автономної Республіки Крим (№ 6, 2003 р.).
- Студія «Дитячий проект» Полтавської ОДТРК «Лтава», м. Полтава (№ 7, 2004 р.).
- Дитяча студія «Ракурс-TV», м. Дніпродзержинськ Дніпропетровської обл. (№ 8, 2007 р.).
- Інформаційно-телевізійне агентство «Віта», м. Вінниця (№ 9, 2008 р.).
- Молодіжна студія «Відлік» при Сумській ОДТРК, м. Суми (№ 10, 2008 р.).
- Дитячо-юнацька кіностудія «Муза-Х» Кримської СЮТ, м. Сімферополь (№ 11, 2009 р.).
- Дитяча телестудія «Рожевий слон», м. Добропілля Донецької обл. (№ 12, 2009 р.).
- Студія «Слово і час», м. Сарни Рівненської обл. (№ 13, 2009 р.).
- Чернівецька ОДТРК, м. Чернівці (№ 14, 2009 р.).
- Дитяча мультстудія «Крок», м. Київ (№ 15, 2009 р.).
- Волинська обласна дитяча студія «Боривітер», м. Луцьк (№ 16, 2010 р.).
- Волинська ОДТРК, м. Луцьк (№ 17, 2010 р.).
- Дитяча телестудія «Ракурс», м. Верхньодніпровськ Дніпропетровської обл. (№ 18, 2010 р.).
- Студія «Хвилька» при радіокомпанії «Житомирська хвиля», м. Житомир (№ 19, 2010 р.).
- Кіностудія «Тисмениця» (ТРО «Сузір'я»), м. Тисмениця Івано-Франківської обл. (№ 20, 2010 р.).
- Дитячо-юнацька студія «Жайвір» ім. Л.Бикова, м. Кіровоград (№ 21, 2010 р.).
- Дитяча студія «Ку-раж» Кіровоградської ОДТРК, м. Кіровоград (№ 22, 2010 р.).
- Студія дитячого телебачення «Разом» ПолтавськоїОДТРК «Лтава», м. Полтава (№ 23, 2010 р.).
- Тернопільська ОДТРК, м. Тернопіль (№ 24, 2010 р.).
- Дитяче телевізійне агентство, м. Хмельницький (№ 25, 2010 р.).
- Наталія Святцева, керівник студії дитячого телебачення «Разом» при Полтавській ОДТРК «Лтава», м. Полтава (№ 26, 2010 р.).
- Юлія Слєпкан, режисер і керівник студії «Перший крок», м. Євпаторія Автономної Республіки Крим (№ 27, 2010 р.).
- Інститут журналістики Київського національного університету ім. Т.Шевченка, м. Київ (№ 28, 2010 р.).
- Олексій Бєлік (міський фотогурток «Іскра»), м. Стаханов Луганської обл. (№ 29, 2010 р.).
- Аліна Литвиненко (фотогурток міського центру науково-технічної творчості учнівської молоді), м. Суми (№ 30, 2010 р.).
- Богдана Шевченко, м. Київ (№ 31, 2010 р.).
- Софія Кучма, м. Дніпропетровськ (№ 32, 2010 р.).
- Держтелерадіокомпанія «Криворіжжя», м. Кривий Ріг Дніпропетровської обл. (№ 33, 2010 р.).
- Дитяче ТРО "Ми+«Кон-такт», м. Конотоп Сумської обл. (№ 34, 2011 р.).
- Телерадіокомпанія «Академ-TV», м. Суми (№ 35, 2011 р.).
- Харківська ОДТРК, м. Харків (№ 36, 2011 р.).
- Вікторія Григоряк (фотогурток «Ракурс»), м. Івано-Франківськ (№ 37, 2011 р.).
- Анна Шаповал, автор і режисер телепрограм «Шкідні новини» та «Діти» Полтавської ОДТРК «Лтава», м. Полтава (№ 38, 2011 р.).
- Віра Шашук, керівник студії «Слово і час», директор ТРК «Полісся», м. Сарни Рівненської обл. (№ 39, 2011 р.).
- Олена Зеленська, головний режисер фестивалю (№ 40, 2012 р.).

У 2012 та 2013 році фестиваль відбувався у Вінниці, 
у 2014 році XXIII фестиваль проведено у Києві. З 27 жовтня по 19 листопада відбулася переглядова частина, а 20 листопада в Київському Будинку кіно були підбиті підсумки фестивалю. 